# Душкесас, Фимас
Фимас Душкесас (лит. Chaimas Duškesas; 1920—2004) — литовский и советский спортсмен, игрок в настольный теннис, тренер. Двукратный чемпион СССР по настольному теннису в парном разряде (1952, 1953). Мастер спорта СССР.

## Биография
Фимас Душкесас родился 2 марта 1920 года в литовском городе Каунасе. Имел еврейское происхождение. В 1937 и 1938 годах он выходил в финал чемпионата Литвы по настольному теннису, а в 1939 году стал чемпионом Литвы. С юниорского возраста выступал за сборную Литвы по настольному теннису. Участвовал в трёх чемпионатах мира по настольному теннису: в 1935, 1938 и 1939 годах. На чемпионате мира 1939 года в Каире (Египет) в составе сборной Литвы занял 4-е общекомандное место из 11 команд, а также 1-е место в личном утешительном турнире. Помимо настольного тенниса, хорошо играл в баскетбол и в большой теннис. В 1945 году Душкесас стал чемпионом Литвы по большому теннису.
Во время Второй мировой войны участвовал в боях против немецкой армии в составе 16-й Литовской стрелковой дивизии 249-го стрелкового полка. Награждён орденом Отечественной войны II степени, а также медалью «За отвагу» и медалью «За победу над Германией в Великой Отечественной войне 1941—1945 гг.».
После Великой Отечественной войны в 1946 году он переехал в Москву. Сначала выступал за клуб «Динамо», а затем играл за клуб «Труд». В советской прессе сначала его представляли как Ефим Душкесас, потом перешли на правильный вариант Фимас Душкесас.
В течение нескольких лет подряд выигрывал чемпионат Москвы по настольному теннису, в общей сложности 9 раз становился чемпионом Москвы по настольному теннису. Участник самых первых чемпионатов СССР по настольному теннису, начиная с 1951 года. Три года подряд выходил в финал личного первенства, но каждый раз оставался вторым. В 1951—1954 гг. выигрывал серебряные и бронзовые медали в личных первенствах СССР. В 1952—1953 годах — завоевывал золотые медали чемпионатов СССР в парном разряде. В 1952 году присвоено звание мастера спорта СССР.
В Москве окончил тренерскую школу, получил специальность тренера по баскетболу. В 60-х годах работал тренером по настольному теннису в Московском государственном университете им. М. В. Ломоносова и других организациях. Его ученики стали призёрами чемпионатов СССР и Европы по настольному теннису.
Фимас Душкесас являлся почётным членом Литовской ассоциации настольного тенниса.
В 1996 году Душкесас уехал жить в Бостон (США) и умер там в 2004 году.

### Чемпионаты СССР
| Годы | Одиночный | Мужская пара | Смешанная пара |
| ---- | --------- | ------------ | -------------- |
| 1951 | Серебро   | Серебро      |                |
| 1952 | Серебро   | Золото       |                |
| 1953 | Серебро   | Золото       |                |
| 1954 | Бронза    |              |                |
| 1956 |           | Бронза       |                |
| 1957 |           | Бронза       |                |